# 惠民街道 (韶关市)
惠民街道，是中华人民共和国广东省韶关市武江区下辖的一个乡镇级行政单位。

## 行政区划
惠民街道下辖以下地区：
沙湖社区、冷水坑社区、侨新社区、群康社区、东岗岭社区、新华北社区、新村社区、惠民北社区、群立街社区、武江北社区和黄田坝社区。